# Lingue bali-vitu
Le  lingue bali-vitu  sono un sottogruppo delle lingue meso-melanesiane, appartenenti alla famiglia linguistica austronesiana.
È formato da due lingue fortemente apparentate, parlate su alcune isolette appartenenti alla provincia della Nuova Britannia di Papua-Nuova Guinea:
- Lingua uneapa (ISO 639-3 bbn), chiamata anche bali, parlata da circa 10.000 persone sull'isola di Uneapa[1]
- Lingua muduapa (ISO 639-3 wiv), chiamata anche vitu o witu, parlata da circa 8.800 persone sulle isole Vitu e Mudua[2]